# Jan Jönsson
Jan Jönsson (sinh ngày 24 tháng 5 năm 1960) là một cầu thủ bóng đá người Thụy Điển.

## Sự nghiệp câu lạc bộ
Jan Jönsson đã từng chơi cho Sanfrecce Hiroshima và Vissel Kobe.

## Thống kê câu lạc bộ

### J.League
| Đội                 | Năm       | J.League | J.League | J.League Cup | J.League Cup | Tổng cộng | Tổng cộng |
| Đội                 | Năm       | Trận     | Bàn      | Trận         | Bàn          | Trận      | Bàn       |
| ------------------- | --------- | -------- | -------- | ------------ | ------------ | --------- | --------- |
| Sanfrecce Hiroshima | 1993      | 6        | 1        | 0            | 0            | 6         | 1         |
| Tổng cộng           | Tổng cộng | 6        | 1        | 0            | 0            | 6         | 1         |